# 結城満藤
結城 満藤（ゆうき みつふじ）は、室町時代の武将である。越後守、山城守護を務めた。本姓は古山（平氏）。通称は十郎、勘解由左衛門尉。

## 経歴・人物
丹後国の出身である。元は平姓古山氏の出身であり、古山珠阿の縁者と考えられている。珠阿は、『鹿苑院殿厳島詣記』に名前が見える時衆の同朋衆で、古山十郎とも記される。『梅松論』には、細川直俊の手勢の中に古山平三がおり、満藤の祖父あるいは曽祖父と考えられる。なお、「吉田家日次記」応永5年（1398年）3月4日には、実名は不明であるものの満藤の祖父が死去したことが見える。今谷明は、古山氏は丹後国の国人であり但馬国朝来郡に所領を有していたと見ている。
明徳2年（1391年）に明徳の乱が発生した際に山名満幸の反乱を注進したことで、将軍足利義満の最側近となり室町幕府に仕える。
明徳3年（1392年）8月28日の「相国寺供養参仕人」のうちの1人に「古山勘解由左衛門尉平満藤」として名前が見える。なお、同族と考えられる「古山五郎右衛門尉平満景」の名前も見える。
明徳5年（1394年）山城守護に任命され、同時期に結城へと改姓している。改姓した理由は、足利氏一門ではなく、結城氏が守護ではないものの鎌倉幕府時代以来の名族で、かつ源頼朝の側近を務めた結城朝光がいるからであると考えられる。また、『吾妻鏡』宝治2年（1248年）12月28日には、足利氏と同等礼であるとされている。
満藤は義満の恩寵を笠に着てわがままで横暴な行為がおおく、諸大名の反感を買い、応永3年（1396年）一時は出家して道成と称したが、のち復職した。応永10年まで守護在任が知られるが、その後の動静は不詳である。
足利義量の奉公衆には結城持藤の名が確認でき、息子である。また、足利義尚の寵愛を受けた結城政胤・結城尚豊兄弟や結城国縁・結城忠正なども同族である。

## 所領
満藤の所領は、但馬国朝来郡与布土荘、美作国長岡荘、尾張国海東郡などがある。